# Vit
Vit (bulharsky Вит) je řeka v severozápadní části Bulharska (Lovečská, Plevenská oblast). Je 195 km dlouhá. Povodí má rozlohu přibližně 3200 km².

## Průběh toku
Vzniká soutokem Černého a Bílého Vitu, které pramení v pohoří Zlatiško-tetevenska planina v systému Stara Planina. Až k městu Gložene protéká hornatou krajinou a poté vtéká do Dunajské roviny. Ústí zprava do Dunaje.

## Vodní režim
Průměrný průtok vody na středním toku u města Jasen činí přibližně 15 m³/s. Nejvyšších vodních stavů dosahuje na jaře, zatímco v létě a na podzim je průtok nízký a řeka téměř vysychá.

## Využití
Využívá se k zisku vodní energie.